# Pierre Bousmanne
Pierre Bousmanne (1925.) je bivši belgijski hokejaš na travi. 
Na hokejaškom turniru na Olimpijskim igrama 1952. u Helsinkiju je igrao za Belgiju. Belgija je ispala u četvrtzavršnici. Ispala je od kasnijih brončanih, Uj. Kraljevstva. U utješnom krugu, za poredak od 5. do 8. mjesta je izgubila od Poljske. Ukupno je odigrala četiri utakmice, a na ljestvici je zauzela 9. – 12. mjesto. Bousmanne je odigrao je odigrao sve susrete za Belgiju, a postigao je i zgoditke.

## Vanjske poveznice
- Profil na Sports Reference.com  Arhivirana inačica izvorne stranice od 6. siječnja 2009. (Wayback Machine)